# 다키노우에 신호장
다키노우에 신호장(일본어: 滝ノ上信号場)은 일본 홋카이도 유바리시에 위치한 홋카이도 여객철도 세키쇼 선의 신호장이다. 역 번호는 K18이며, 단선 · 섬식의 형태를 합친 2면 3선 구조의 복합 승강장을 갖춘 지상역이다.

## 역 주변
- 국도 제274호선
- 다키노우에 공원

## 역사
- 1897년 2월 16일 : 홋카이도 탄광 철도의 역으로서 개업. 일반역.
- 1906년 10월 1일 : 홋카이도 탄광 철도의 철도 노선 국유화에 의해, 일본국유철도로 이관.
- 1981년 5월 25일 : 화물 · 소화물 취급 폐지. 동시메 무인화.
- 1987년 4월 1일 : 일본국유철도 분할 민영화에 의해, 홋카이도 여객철도가 승계.
- 2024년 3월 16일 :이용객 감소와 시간표 개정에 따라 여객 영업을 종료하고 신호장으로 격하.

## 인접 역
| 홋카이도 여객철도 세키쇼 선     | 홋카이도 여객철도 세키쇼 선 | 홋카이도 여객철도 세키쇼 선 |
| ------------------------------- | --------------------------- | --------------------------- |
| K 17 가와바타 미나미치토세 방면 | ■ 세키쇼 선                 | 신유바리 K 20 신토쿠 방면   |